# 小行星12272
小行星12272（12272 Geddylee）是一颗绕太阳运转的小行星，为主小行星带小行星。该小行星于1990年9月发现。

## 轨道参数
小行星12272的轨道半长轴为398 745 919 km（2.6654139 UA），离心率为0.174。